# Thailändische Basketballnationalmannschaft
Die thailändische Basketballnationalmannschaft repräsentiert Thailand bei Basketball-Länderspielen der Herren. Der größte Erfolg der Mannschaft war der zweite Platz bei den Asienspielen 1966. Zu den weiteren Erfolgen gehören zwei vierte Plätze bei den Basketball-Asienmeisterschaften 1963 und 1965.

## Abschneiden bei internationalen Wettbewerben

### Olympische Spiele
| - 1956 – 15. Platz |

### Weltmeisterschaften
| - bisher keine Qualifikation |

### Asienmeisterschaften
| - 1963 – 4. Platz - 1965 – 4. Platz - 1967 – 7. Platz - 1969 – 6. Platz - 1971 – 7. Platz - 1973 – 7. Platz - 1975 – 6. Platz - 1977 – 9. Platz - 1979 – 9. Platz - 1981 – 7. Platz | - 1983 – 10. Platz - 1986 – 7. Platz - 1987 – 8. Platz - 1989 – 12. Platz - 1993 – 15. Platz - 1995 – 16. Platz - 1999 – 14. Platz - 2001 – 13. Platz - 2013 – 14. Platz |

### Basketballwettbewerb bei den Asienspielen
| - 1954 – 7. Platz - 1958 – 6. Platz - 1962 – 4. Platz - 1966 – Silbermedaille - 1970 – 8. Platz - 1974 – 4. Platz - 1978 – 5. Platz - 1998 – 6. Platz |

## Kader bei der Asienmeisterschaft 2013
| Nr. | Position         | Name                      | Größe [cm] | Geburtstag | Aktueller Verein        |
| --- | ---------------- | ------------------------- | ---------- | ---------- | ----------------------- |
| 4   | Forward          | Wacharapong Tongsri       | 178        | 12/02/1985 | Chang Thailand Slammers |
| 5   | Point Guard      | Kannut Samerjai           | 180        | 17/10/1988 | Chang Thailand Slammers |
| 6   | Shooting Guard   | Darongpan Apiromvilaichai | 183        | 04/03/1985 | Chang Thailand Slammers |
| 7   | Point Guard      | Kannawat Lertlaokul       | 170        | 29/06/1987 | Chang Thailand Slammers |
| 8   | Forward          | Danai Kongkum             | 190        | 25/01/1985 | Chang Thailand Slammers |
| 9   | Shooting Guard   | Wattana Suttisin          | 182        | 23/01/1985 | Chang Thailand Slammers |
| 10  | Center           | Attaporn Lertmalaiporn    | 193        | 02/05/1983 | Chang Thailand Slammers |
| 11  | Center/Center    | Wutipong Dasom            | 195        | 20/01/1991 | Chang Thailand Slammers |
| 12  | Power Forward    | Darunpong Apiromvilaichai | 194        | 04/03/1985 | Bangkok Cobras          |
| 13  | Power Forward    | Chanachon Klahan          | 188        | 03/02/1984 | Chang Thailand Slammers |
| 14  | Center           | Anasawee Klaewnarong      | 196        | 22/11/1993 | Chang Thailand Slammers |
| 15  | Center           | Sukhdave Ghogar           | 195        | 01/08/1990 | Chang Thailand Slammers |
|     | Trainer          | Manid Niyomyindee         |            |            |                         |
|     | Assistenztrainer | Jakravarn Booranajan      |            |            |                         |